# 김시환 (1942년)
김시환(1942년 10월 20일 ~ )은 대한민국의 정치인이다. 제39·40대 청양군수를 역임했다.

## 역대 선거 결과
|  | 55.16% |

|  | 53.39% |

|  | 37.31% |